# 100133 Demosthenes
100133 Demosthenes è un asteroide della fascia principale. Scoperto nel 1993, presenta un'orbita caratterizzata da un semiasse maggiore pari a 3,9449795 UA e da un'eccentricità di 0,2061084, inclinata di 2,56518° rispetto all'eclittica.
Il nome ricorda Demostene, il grande oratore ateniese.